# Lommasjön (Alingsås socken, Västergötland)
Lommasjön är en sjö i Alingsås kommun i Västergötland och ingår i Göta älvs huvudavrinningsområde. Sjön är 8,2 meter djup, har en yta på 0,012 kvadratkilometer och befinner sig 165 meter över havet.